# Francisco Gómez de Santiago
Francisco Gómez de Santiago (Mesegar de Corneja, 20 settembre 1887 – Valladolid, 3 aprile 1962) è stato un vescovo cattolico e missionario spagnolo.

## Biografia
Francisco Gómez de Santiago nacque il 20 settembre 1887 a Mesegar de Corneja in Castiglia e León.
Frequentò il seminario diocesano di Avila entrando nei domenicani presso il convento di San Domenico di Ocaña dove emise i voti semplici nel 1903 e successivamente presso il convento di San Tommaso di Avila emise la professione solenne il 6 ottobre 1905. Proseguì gli studi presso il convento di San Tommaso venendo ordinato prete il 19 marzo 1911.
Inviato in Vietnam, fu un solerte operatore evangelico, dirigendo le missioni in numerose parrocchie e insegnando teologia al seminario di Kẻ Sặt nel distretto di Bình Giang nella provincia di Hai Duong. Negli anni scrisse e pubblicò numerosi resoconti del suo operato missionario come El Correo Sino Annamita e Misiones Dominicanas.
Il 28 novembre 1932 papa Pio XI lo nominò vicario apostolico coadiutore di Hải Phòng, assegnandogli la sede titolare di Dausara.
Succedette alla guida della diocesi il 14 febbraio dell'anno successivo, giorno della morte del suo predecessore, prima di ricevere l'ordinazione episcopale, celebrata poi il 19 marzo seguente per imposizione delle mani dell'arcivescovo Victor Colomban Dreyer.
Negli anni del suo ministero continuò le sue pubblicazioni pastorali e fondò la rivista La Esperanza con il fine di promuovere la formazione della classe operaia. Per i meriti del suo operato come vescovo missionario fu premiato con l'Ordine di Isabella la Cattolica e con la Legion d'onore e la Croix de guerre per l'opera di diplomazia durante la guerra d'Indocina.
Resse il vicariato per diciannove anni rassegnando le dimissioni per motivi di salute nel 1952. Tornato in Spagna, morì a Valladolid il 3 aprile 1962 all'età di 74 anni. Fu sepolto come da sua volontà nella cappella del cimitero del convento di San Tommaso di Avila.

## Genealogia episcopale e successione apostolica
La genealogia episcopale è:
- Cardinale Scipione Rebiba
- Cardinale Giulio Antonio Santori
- Cardinale Girolamo Bernerio, O.P.
- Arcivescovo Galeazzo Sanvitale
- Cardinale Ludovico Ludovisi
- Cardinale Luigi Caetani
- Cardinale Ulderico Carpegna
- Cardinale Paluzzo Paluzzi Altieri degli Albertoni
- Papa Benedetto XIII
- Papa Benedetto XIV
- Papa Clemente XIII
- Cardinale Marcantonio Colonna
- Cardinale Giacinto Sigismondo Gerdil, B.
- Cardinale Giulio Maria della Somaglia
- Cardinale Carlo Odescalchi, S.I.
- Vescovo Eugène de Mazenod, O.M.I.
- Cardinale Joseph Hippolyte Guibert, O.M.I.
- Cardinale François-Marie-Benjamin Richard de la Vergne
- Vescovo Marie-Prosper-Adolphe de Bonfils
- Cardinale Louis-Ernest Dubois
- Arcivescovo Victor Colomban Dreyer, O.F.M.
- Vescovo Alejandro García Fontcuberta, O.P.

La successione apostolica è:
- Vescovo Juan Casado Obispo, O.P. (1936)